# Interkerkelijk
Het woord interkerkelijk gebruikt men voor het aanduiden van samenwerkingen, organisaties, activiteiten en predikanten, die zich uitstrekken over verschillende kerkgenootschappen. Het woord wordt logischerwijs daarom meestal gebruikt in een meervoudige context, wanneer men een activiteit of persoon wil communiceren die niet beperkt is tot de muren van één lokale kerk of een specifieke denominatie.
Het woord is verwant aan de term oecumene, maar deze kan ook duiden op het bevorderen van eenheid, samenwerking of onderling begrip tussen groeperingen of denominaties binnen een religie in het algemeen, terwijl 'interkerkelijk' uitsluitend kenschetsend is voor interactie tussen kerken uit de drie grote stromingen binnen het christendom - het rooms-katholicisme, het protestantisme en de oosterse traditie. De meest bekende oecumenische organisatie was de in 1947 opgerichte Oecumenische Raad in Nederland; waar elf jaar later de Raad van Kerken in Nederland uit voortgekomen is.

## Interkerkelijke theologie
Interkerkelijk gedachtegoed wordt weleens verward met inter-religiositeit, zoals terug is te zien in onder andere het I.B. Dit is onterecht, omdat interkerkelijke samenwerkingsverbanden - zoals een interkerkelijke kerstviering georganiseerd door katholieken en protestanten - vaak gekenmerkt worden door de al dan niet ongeschreven doelstelling, om als christenen met verschillende achtergronden eenparig de waarheidsclaim van het christendom te communiceren.
Interkerkelijk-christelijke denkers kunnen weliswaar verklaren dat er 'sporen van waarheid' te vinden zijn in de andere religies, zoals dat bijv. in 1965 gebeurde in het conciliedocument Nostra Aetate, maar belijdt ondanks mogelijke gemeenschappelijke zaken op religieus vlak, dat het Evangelie van Jezus Christus de enige heilsweg is. Hierbij verwijst men onder andere naar de tekst uit Johannes 14, waar Jezus Christus zichzelf De Weg noemt; vanwege het bepalende lidwoord in de grondtekst gelooft men dat de mens niet via andere wegen - lees: andere religies - tot God kan naderen, om zo vergeving van zonden en eeuwig leven te ontvangen. Men benadrukt de almacht en grootsheid van de Drie-enig God enerzijds, en het kinderlijk geloofsvertrouwen waardoor de mens in relatie tot die God kan komen anderzijds (zie verwoording door theoloog J. Piper).
Omdat een duidelijke evangelieverkondiging als verbroederend fundament wordt gezien, zijn verschillen tussen kerken qua vorm, muziek, liturgie en uiting ondergeschikt aan deze verkondiging. Ook theologische leerstellingen waarop kerken onderling van mening verschillen, zijn voor de interkerkelijk denker niet onoverkomelijk om tot eenheid en verbroedering te komen (denk aan leerstellingen m.b.t. kinder- of volwassendoop, wel/geen vrouw in het kerkelijk ambt, en visie op gaven van de Heilige Geest).

## Enkele interkerkelijke organisaties, bewegingen en personen
- Het Interkerkelijk Vredesberaad: in 1966 opgerichte vredesbeweging bestaande uit 9 lidkerken, vooral bekend vanwege de vredesweek die zij jaarlijks organiseert.
- Omdat in 1994 de vermelding van kerkelijke gezindte uit het bevolkingsregister verdween, werd de SILA opgericht. Kerken droegen daarop gezamenlijk de oplossing aan van de SILA-stip: bij de burgerlijke gemeente staat nu een stip achter de naam van iedere burger die lid is van een van de bij de SILA aangesloten kerken. Deelnemende kerkgenootschappen zijn: De Protestantse Kerk in Nederland, de Rooms-Katholieke Kerk, de Algemene Doopsgezinde Sociëteit, de Oud-Katholieke Kerk van Nederland, de Vrij-Katholieke Kerk in Nederland, de Nieuw-Apostolische Kerk en het Leger des Heils.
- Stichting Opwekking; vooral bekend van de liederenbundel en de conferentie die zij tijdens Pinksteren organiseert. Hoewel de stichting in haar beginjaren vooral kerkgangers uit Evangelische/Pinksterkerken wist te bereiken, profileert zij zich vandaag de dag als een "interkerkelijke stichting die zich actief bezighoudt met het verkondigen van het evangelie en het toerusten van christenen uit alle denominaties en kerkelijke stromingen".
- Johan Frinsel: Amsterdamse evangelist/auteur die zowel mensen in reformatorische- als evangelische tradities weet aan te spreken.
- Joshi van Veen: interkerkelijke voorganger (zoon van Oud-Testamentica Annechiena van Veen-Vrolijk). Gaat met praktische Bijbeluitleg in zowel Nederlandse denominaties (PKN, Evangelisch) als migrantenkerken voor.
- Interkerkelijke Omroep Nederland (IKON): omroep die namens zeven kerkgenootschappen de uitzendingen op radio en tv verzorgt.
- Het Interkerkelijk Dovenpastoraat (IDP) is een samenwerkingsverband van de Christelijke Gereformeerde kerken, de Protestantse Kerk in Nederland en de Nederlandse Gereformeerde Kerken.
- Aan de Costa Blanca vestigde zich in 1975 de Nederlandse Interkerkelijke Gemeente. Zij geeft aan mensen uit diverse kerkelijke gezindten een thuis te willen bieden voor het beleven van hun geloof, "het Evangelie bezien vanuit verschillende standpunten en met respect voor elkaars overtuigingen".
- Interkerkelijk Jeugdkoor Amsterdam Watergraafsmeer (IJK): jeugdkoor dat bestond van 1957-1994, onder andere bekend vanwege haar optredens rond de kersttijd in Amsterdam: in de gevangenis, bij het Centraal Station, de Valeriuskliniek en de Koningskerk.
- Het Nederlandse Interkerkelijk Contact in Overheidszaken (CIO) voor overleg tussen kerken en overheid.[4]